# João Franco Barreto
João Franco Barreto (Lisboa, 1600 – c. 1674) foi um polifacetado escritor, filólogo, e bibliógrafo lisboeta do século XVII.

## Biografia
Filho de Maria da Costa Barreto e de Bernardo Franco. Estudou no Colégio de Santo Antão e em 1624 participou na expedição enviada à Baía para a libertar do domínio holandês, tendo redigido um relato (denominado Relação) desta mesma viagem.
Estudou depois Direito Canónico na Universidade de Coimbra e em 1631 escreveu uma obra que os seus contemporâneos elogiaram profusamente: Cyparisso. Fabula Mythologica, escrita em oitavas.
Em 1641 deslocou-se a França, numa embaixada a Luís XIII, com o monteiro-mor D. Francisco de Melo, depois de se ter inscrito no curso de Cânones na Universidade de Coimbra em 1638 e de ter dado aulas em 1640 aos filhos do dito monteiro-mor. Mais uma vez, esta viagem foi pretexto para escrever os acontecimentos vividos, obra (também chamada Relação) que foi publicada em 1642 juntamente com o Catálogo dos reis e rainhas de França desde Pharamond até Luiz XIII. Como as Gazetas de França e as Relações estavam a ser mal traduzidas em Portugal, assim como já estando ele a prestar um bom papel na redacção da chamada Gazeta da "Restauração"', neste mesmo ano D. João IV concedeu-lhe a prerrogativa de ser somente ele a poder traduzir e publicar estas obras.
Tornou-se prior de Redondo, depois de ter casado com uma senhora local, ter tido filhos e enviuvado. Em 1648 assumiu o cargo de vigário do Barreiro.
A data da sua morte é ignorada, mas como a última obra publicada pelo próprio (a tradução de Flos Sanctorum) foi em 1674 terá falecido em data posterior.

## Obras
Algumas das obras originais e traduzidas deste autor são:
- História dos cardiais portugueses
- Ortografia da Língua Portuguesa de 1670
- História eclesiástica da cidade de Évora
- Biblioteca Portuguesa
- Discurso apologético sôbre a visão do Indo e Ganges que o grande Luiz de Camões representou em o canto IV dos Lusíadas a el-rei D. Sebastião (publicado somente em 1881)
- Micrologia Camoniana de 1672
- Flos Sanctorum, de Frei Pedro Ribadaneira
- Odes, de Horácio
- Eneida, de Virgílio de 1664

### Eneida Portuguesa
Primeira estrofe da sua Eneida Portuguesa, tradução em oitava-rima (de influência camoniana), pela qual ficou conhecido:
As armas e o varão canto, piedoso,
Que primeiro de Tróia desterrado
A Itália trouxe o Fado poderoso,
E às praias de Lavino veio armado;
Aquele que, no golfo tempestuoso
E nas terras, foi muito contrastado,
Por violência dos Deuses e excessiva
Lembrada ira de Juno vingativa.